# Фахрија Мучић
Фахрија Љаљевић Мучић (5. септембар 1902 — 16. август 2012) била је црногорска стогодишњакиња која је једна од најстаријих људи у Црној Гори свих времена.

## Биографија
Рођена је у Подгорици. Њено девојачко презиме било је Љаљевић. Добро је памтила турску војску, њене официре и бегове, борбе, њихово повлачење са Балкана, те стару Подгорицу. Била је сведок многих ратова, памтила је борбе турске војске као мала девојчица, Балканске ратове, Први и Други светски рат. Када би Фахрији дошли новинари и питали је нека питања, често није чула па би њени унуци морали то да јој понављају. За себе је увек говорила како је најстарија особа у Црној Гори.
Преминула је у Подгорици природном смрћу, 16. августа 2012. године у доби од 109 година и 346 дана, а сахрањена је 18. августа 2012. Тврдила је да има више од 115 година, међутим према документима и званичним подацима имала је 109 година.